# 托博爾斯克區

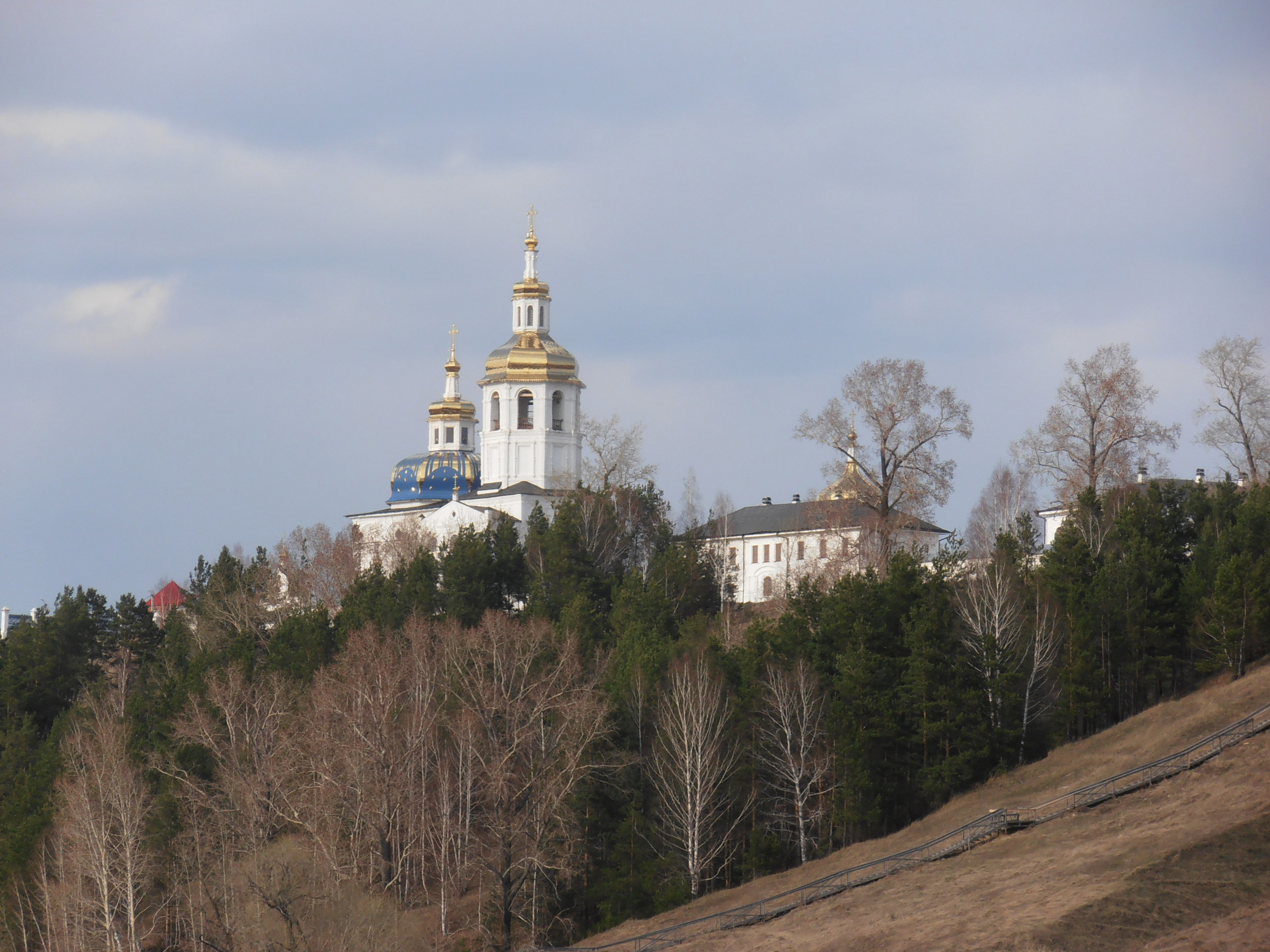

58°12′N 68°15′E / 58.200°N 68.250°E
托博爾斯克區（俄语：Тобольский район），是俄羅斯的一個區，位於該國南部，由秋明州負責管轄，面積約17,222平方公里，2010年該區人口22,354，人口密度每平方公里1.3人。